# Lars Christensen Coast
Lars Christensen Coast är en strand i Antarktis. Den ligger i Östantarktis. Australien gör anspråk på området.